# Puchar Świata w Zapasach 2006 – styl wolny kobiet
Zawody Pucharu Świata w 2006 roku w stylu wolnym kobiet odbyły się pomiędzy 20–21 maja w Nagoi w Japonii.

## Ostateczna kolejność drużynowa
| Poz. | Państwo           |
| ---- | ----------------- |
|      | Japonia           |
|      | Kanada            |
|      | Stany Zjednoczone |
| 4.   | Rosja             |
| 5.   | Chiny             |
| 6.   | Ukraina           |

## Wyniki

### Grupa A
| Grupa A              |
| -------------------- |
| 1. Japonia           |
| 2. Stany Zjednoczone |
| 3. Ukraina           |

### Mecze
- Japonia -  Stany Zjednoczone 6-1
- Japonia -  Ukraina 6-1
- Stany Zjednoczone -  Ukraina 6-1

### Grupa B
| Grupa B    |
| ---------- |
| 1. Kanada  |
| 2. Ukraina |
| 3. Chiny   |

### Mecze
- Kanada -  Chiny 4-3
- Kanada -  Rosja 5-2
- Rosja -  Chiny 4-3

### Finały
- 5-6  Chiny -  Ukraina 5-2
- 3-4  Stany Zjednoczone -  Rosja 5-2
- 1-2  Japonia -  Kanada 6-1

## Klasyfikacja indywidualna
| Waga  |                |                       |                  | 4                 | 5                               | 6                    | 7              |
| ----- | -------------- | --------------------- | ---------------- | ----------------- | ------------------------------- | -------------------- | -------------- |
| 48 kg | Chiharu Ichō   | Carol Huynh           | Stephanie Murata | Inga Karamczakowa | Ludmyła Bałuszka                | Liao Rong            | ----           |
| 51 kg | Ren Xuecheng   | Hitomi Obara          | Patricia Miranda | Ołeksandra Kohut  | Belinda Chow                    | Jekatierina Krasnowa | Yuri Kai       |
| 55 kg | Saori Yoshida  | Su Lihui              | Tonya Verbeek    | Natalija Synyszyn | Natalja Karamczakowa            | Sharon Jacobsen      | ----           |
| 59 kg | Sally Roberts  | Breanne Graham        | Seiko Yamamoto   | Wang Ying         | Łarisa Kanajewa                 | Mio Nishimaki        | Ołena Komarowa |
| 63 kg | Kaori Ichō     | Xu Haiyan             | Sara McMann      | Anna Połowniewa   | Ludmyła Hołowczenko Megan Dolan | ----                 | ----           |
| 67 kg | Jing Ruixue    | Jelena Pieriepielkina | Cathrine Downing | Mami Shinkai      | Yoshiko Inoue                   | Wałerija Złatowa     | Megan Buydens  |
| 72 kg | Ohenewa Akuffo | Kyōko Hamaguchi       | Kristie Davis    | Switłana Sajenko  | Alona Starodubcewa              | Xiao Li              | ----           |